# Perapat Sepakat
Perapat Sepakat is een bestuurslaag in het regentschap Aceh Tenggara van de provincie Atjeh, Indonesië. Perapat Sepakat telt 1027 inwoners (volkstelling 2010).